# 8×68mm S

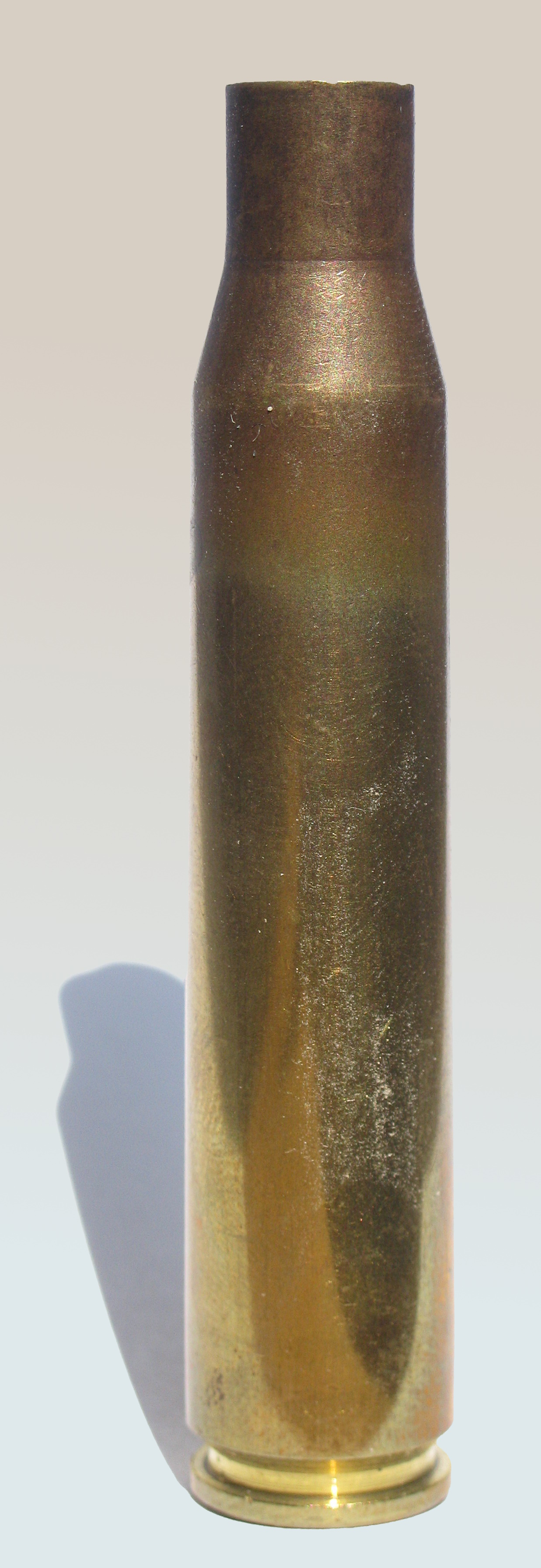

8×68mm S 리베이트 림 병목형 중앙 격발식 소총 탄약통은 1930년대 독일 줄의 아우구스트 쉴러 총기 제작소의 아우구스트 쉴러가 표준 크기의 마우저 98 볼트액션 소총에 딱 맞고 작동하는 매그넘 사냥용 탄약통으로 개발했다. 구경은 독일 7.92×57mm 마우저 군용 탄약통("S-보어"로 지정됨)과 동일한 랜드 및 그루브 직경을 가진다. 이것은 완전히 새로운 소총 탄약통(6.5×68mm 및 8×68mm S는 다른 탄약통을 모체로 하지 않음)이 특정 인기 있고 널리 퍼진 유형의 소총에 맞도록 총기제작자에 의해 개발된 초기 사례 중 하나이다.

## 역사
독일 탄약 제조업체 RWS (기업)는 1939년 봄에 두 탄약통을 상업적으로 출시했다. .375 횔덜린과 8.5×68mm 판초이의 공식 인증으로, 동일한 기본 탄약통 케이스를 공유하는 이 독일 68mm 매그넘 소총 탄약통 "패밀리"는 21세기에 확장되었다.
이 독일 68mm 탄약통 "패밀리"의 탄약통은 개발 순서대로 다음과 같다.
- 8×68mm S (1939)
- 6.5×68mm (1939)
- .375 횔덜린 (9.5×68mm) (2007)
- 8.5×68mm 판초이 (2012)

표준 군용 마우저 98 소총의 M 98 볼트액션 및 탄창 상자는 8×68mm S 탄약통과 제대로 작동하도록 유능한 총기제작자에 의해 개조되어야 한다. M98 내부 탄창 상자는 내부 탄창 길이가 84 mm (3.31 in)이고 8×68mm S 탄약통은 8×57mm IS 군용 탄약통보다 훨씬 더 큰 직경을 가지고 있기 때문이다. 적절하게 개조된 표준 군용 게베어 98 또는 Kar98k 군용 소총에서는 큰 8×68mm S 탄약통이 매우 부드럽고 안정적인 급탄으로 칭찬받는다.
표준 크기의 마우저 98 소총이 널리 보급되고 .375 H&H 매그넘 탄약통과 그 병목 변형인 .300 H&H 매그넘이 약 72 mm (2.83 in)의 탄약통 길이가 표준 크기의 마우저 98 볼트액션 소총에 너무 길어 맞지 않는다는 사실은 더 짧은 8×68mm S, 6.5×68mm 및 .375 횔덜린을 흥미로운 약실 선택지로 만든다.
제2차 세계 대전은 8×68mm S가 독일 사냥꾼들 사이에서 상업적으로 도입되고 확산되는 것을 방해했다. 이 탄약통은 높은 성능과 평탄한 탄도로 인해 제2차 세계 대전 이후 1950년대에 독일 사냥꾼들이 다시 완전 구경 소총을 소유하고 사냥할 수 있게 되면서 인기를 얻었다. 8×68mm S의 성능은 이전에 매그넘 탄약통의 반동을 다루는 데 어려움을 겪고 8×57mm IS, 7×64mm (브레네케) 또는 .30-06 스프링필드 (미터법 국가에서는 7.62×63mm로도 알려짐)와 같이 독일 조건에 적합하지만 덜 강력한 중간 탄약통으로 낮췄던 사냥꾼들에게도 제공되었다. 이것은 반동에 민감한 사수들의 반동량을 크게 줄이기 위해 효율적인 총구 제동기를 장착함으로써 달성되었다. 총구 제동기의 도움으로 8×68mm S의 반동은 견딜 수 있는 수준으로 줄어든다.

## 탄약통 치수
극도로 두꺼운 황동은 8×68mm S의 탄약통 용량이 '겨우' 5.58 ml (86 그레인) H2O가 된다. 이 독일 무테 병목형 중앙 격발식 탄약통 설계의 드문 특징은 약간의 리베이트 림 (P1 - R1 = 0.3 mm)을 가지고 있다는 것이다. 8×68mm S가 개발된 시대의 특징은 완만하게 경사진 어깨이다. 탄약통의 외부 형태는 극한 조건에서 볼트액션 소총의 안정적인 탄약통 급탄 및 추출을 촉진하도록 설계되었다.
8×68mm S 최대 C.I.P. 탄약통 치수. 모든 치수는 밀리미터(mm)이다.
미국인들은 어깨 각도를 알파/2 ≈ 14.53도로 정의한다. 이 탄약통의 일반적인 강선 강선 회전율은 280 mm (1 in 11.02 in), 4개 홈, 랜드 직경 = 7.89 mm, 그루브 직경 = 8.20 mm, 랜드 너비 = 4.40 mm이며 뇌관 유형은 대형 소총 매그넘이다.
공식 C.I.P. (국제 소화기 상설 위원회) 지침에 따르면 8×68mm S 탄약통은 최대 440.00 MPa (63,817 psi) 피에조 압력을 처리할 수 있다. C.I.P. 규제 국가에서는 모든 소총 탄약통 조합이 소비자에게 판매 인증을 받기 위해 이 최대 C.I.P. 압력의 125%로 성능 검사를 받아야 한다.
이는 C.I.P. 규제 국가의 8×68mm S 약실 총기가 현재(2014년) 550.00 MPa (79,771 psi) PE 피에조 압력으로 성능 검사를 받는다는 의미이다.
2005년에 도입된 미국 .325 WSM 탄약통은 아마도 8×68mm S의 가장 가까운 탄도적 쌍둥이일 것이다. .325 WSM은 상당히 짧고 굵으며 더 급진적인 리베이트 림 (P1 -R 1 = 0.51 mm), 훨씬 가파른 어깨 각도 (미국인의 경우 70도 / 35도), 더 짧은 목 (7.82 mm)을 가지고 있다. 이것은 9.11 mm 길이의 목을 가진 8×68mm S 탄약통이 더 길고 무거운 총알을 장전하는 데 더 적합하며, 더 날렵한 외부 형태 덕분에 극한 상황에서 볼트액션 소총에서 더 안정적으로 순환될 가능성이 높다.

## 실전에서의 8×68mm S

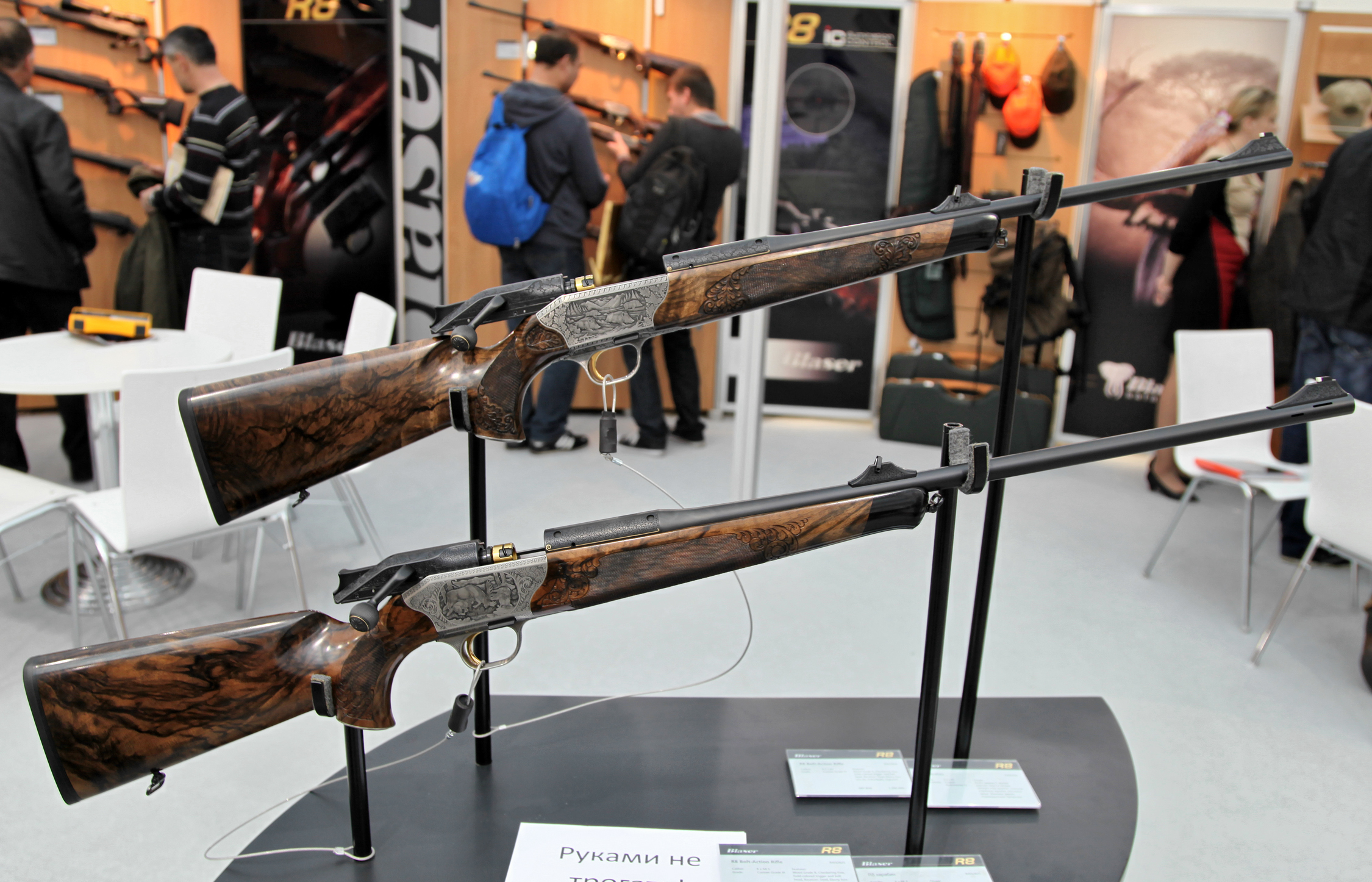
8×68mm S 약실의 블라서 R8 커스텀 등급 II 스트레이트-풀 볼트액션 사냥 소총

독일 대형 사냥감 사냥꾼들은 아프리카에서 평원 동물 사냥에 8×68mm S 소총을 자주 사용하는데, 미국 사냥꾼들은 .30 또는 .338 매그넘 탄약통 중 하나를 선택할 것이다. 8×68mm S는 순수한 민간 탄약통으로서 이전 또는 현재 군용 탄약의 민간 사용을 금지하는 국가에서 사용할 수 있다.
공장 생산 탄약이 많지 않아 RWS는 현재(2007년) 5가지 공장 생산 탄약을 제공하며, 좋은 현장 명성과 효율성 때문에 8×68mm S는 재장전하는 사람들에게 자주 사용된다.
매그넘 약실로는 허용 가능한 수준의 총열 마모를 제공하는데, 이는 연간 많은 탄약을 발사하는 사용자에게 중요하다. 이는 합리적인 탄약통 부피(5.58 ml)를 보어 면적(51.78 mm2/0.5178 cm2) 비율 (10.78 Oratio)과 결합함으로써 달성되었다. 이들은 이 탄약통을 광범위하게 사용하여 수제 장전을 통해 강력한 장탄을 만들었다. 440 MPa C.I.P. 한도 내에서 650 mm (25.59 in) 길이의 총열과 적절한 현대식 총 화약 (Vihtavuori N560)을 사용한 8×68mm S 소총은 시에라 매치킹과 같은 12.96 그램 (200 그레인) 8 mm 탄을 927 m/s (3042 ft/s)의 총구 속도로 발사하도록 수제 장전할 수 있다.
8×68mm S는 장거리 정확도 면에서 좋은 평판을 가지고 있는데, 즉 괜찮은 표준 양산형 소총에서 1 MoA 또는 그 이상을 발사하는 장탄을 개발하거나 찾는 것이 어렵지 않다. 공장 생산 8×68mm S 소총은 종종 650 mm 또는 26인치 총열과 280 mm (1 in 11 in) 강선 회전율을 가지며, 이는 일상생활에서 잘 작동한다. 이 강선 회전율은 1930년대에 사용된 탄피 재킷이 8×68mm S의 매그넘 총구 속도로 인해 발생하는 힘을 감당할 만큼 충분히 강하지 않았기 때문에 선택되었다. 8×57mm IS에서 일반적으로 발견되는 240 mm (1 in 9.45 in) 강선 회전율은 8×68mm S를 매그넘 탄약통용으로 설계된 현대식 탄알과 결합하여 훌륭한 장거리 탄약통으로 만든다.
재장전하는 사람들은 8×68mm S를 여우, 유럽노루, 알프스산양부터 말사슴, 말코손바닥사슴, 불곰과 같은 유럽의 대형 사냥감까지 모든 유럽 사냥감에 대한 다용도 탄약통으로 사용한다. 이들은 다양한 특성을 가진 탄알을 사용하여 사냥감에 다양한 효과를 낼 수 있다는 것을 깨달았다. 또한 8mm 구경 이상에서는 실용적인 스핀 안정화 소총 탄알(길이 5~5.5 구경의 탄알)의 단면 밀도와 관통 능력이 평탄해지는 경향이 있다는 것을 깨달았다.
이는 가볍고 짧으며 연성 코가 있는 8mm 탄알을 장전하면 8×68mm S를 놀랍도록 작은 사냥감에 사용할 수 있다는 것을 의미한다. 무겁고 길며 단단한 (단일 구리 합금) 탄알을 장전하면 8×68mm S는 무겁고 위험한 사냥감을 관통할 만큼 충분한 속도 기반의 힘을 제공한다.
8×68mm S는 지구상의 거의 모든 사냥감 사냥에 적합하지만, 일부 사하라 이남 아프리카 국가에서는 위험한 빅 파이브 사냥감(예: 표범, 사자, 케이프 버팔로, 코뿔소 및 코끼리) 사냥에 .375인치 최소 구경 요구 사항이 있다. 빅 파이브 사냥감 사냥에 탄약 제한이 없는 아프리카 국가에서는 8×68mm S가 코끼리 사냥에 성공적으로 사용된다. 나미비아에서는 장전 시 ≥ 5,400 J (3,983 ft·lbf)의 총구 에너지를 가지면 8×68mm S가 빅 파이브 사냥감 사냥에 합법이다. 따라서 종종 14.26 그램 (220 그레인) 스위프트 A-프레임과 같은 탄알을 사용하여 케이프 버팔로 사냥에 사용되기도 한다.

## 8 mm 탄약통 비교
가벼운 탄알부터 무거운 8mm 탄알까지 장전하고 C.I.P. 또는 SAAMI (스포츠 총기 및 탄약 제조업체 협회)에서 승인한 최대 압력으로 650 mm (25.59 in) 길이의 총열에서 발사했을 때, 아마도 가장 널리 퍼진 유럽 및 미국 8mm 소총 탄약통의 최대 총구 속도 비교 비율.
| 탄알 무게 그램 (그레인)      | 8.23 g (127 gr) | 9.72 g (150 gr) | 11.34 g (175 gr) | 12.96 g (200 gr) | 14.26 g (220 gr) | 탄약통 용량 (%) |
| 7.92×57mm 마우저 (8×57mm IS) | 100.0           | 100.0           | 100.0            | 100.0            | 100.0            | 100.0           |
| 8×64mm S                     | 102.7           | 102.7           | 102.8            | 102.9            | 102.9            | 110.3           |
| .325 WSM                     | 108.7           | 109.1           | 109.0            | 109.3            | 111.1            | 131.7           |
| 8×68mm S                     | 108.4           | 108.5           | 108.7            | 110.5            | 112.3            | 136.5           |
| 8 mm 렘. 매그.               | 111.9           | 112.3           | 114.5            | 115.3            | 116.0            | 157.1           |

이 비교는 완전히 객관적이지 않은데, 8mm 레밍턴 매그넘은 460 MPa (66717 psi), .325 윈체스터 쇼트 매그넘은 435 MPa (63,091 psi), 8 × 68 S는 440 MPa (63817 psi), 8×64mm S는 405 MPa (58740 psi), 7.92×57mm 마우저는 390 MPa (56564 psi)의 최대 약실 피에조 압력에서 작동하기 때문이다. 약실 압력이 높을수록 총구 속도가 높아진다.

## 모체 탄약통으로서의 8×68mm S

### .375 횔덜린
8×68mm S 탄약통은 .375 횔덜린 (9.5×68mm)의 모체 탄약통으로 기능했으며, 이는 본질적으로 8×68mm S를 9.53 mm (.375 구경)로 목을 늘린 버전이다. .375 횔덜린의 와일드캣 지위는 2007년 C.I.P. 인증을 받고 375 횔덜린 명칭으로 공식적으로 등록 및 승인된 독일 68mm "패밀리" 매그넘 소총 탄약통의 일원이 되면서 끝났다. .375 횔덜린이 기존 탄약통 "패밀리" 구성원(8×68mm S 및 6.5×68mm)처럼 공장 탄약으로 출시될지는 아직 알려지지 않았다.
.375 횔덜린 최대 C.I.P. 탄약통 치수. 모든 치수는 밀리미터(mm)이다.
미국인들은 어깨 각도를 알파/2 ≈ 14.53도로 정의한다. 이 탄약통의 일반적인 강선 강선 회전율은 305 mm (1 in 12 in), 6개 홈, 랜드 직경 = 9.30 mm, 그루브 직경 = 9.55 mm, 랜드 너비 = 2.92 mm이며 뇌관 유형은 대형 소총 매그넘이다.
.375 횔덜린은 5.65 ml (87 그레인) H2O 탄약통 용량을 가진다. 공식 C.I.P. 지침에 따르면 .375 횔덜린 탄약통은 최대 380 MPa 피에조 압력을 처리할 수 있다.
.375 횔덜린의 개발자인 C. 오터바인 씨에 따르면, .375 횔덜린의 아이디어는 표준 크기의 마우저 98 볼트액션 소총용 독일 탄약통을 기반으로 한 대형 사냥감 탄약통을 개발하는 것이었다. 탄도 성능은 .375 홀랜드 & 홀랜드 매그넘의 성능에 가깝거나 동일해야 했다. 8×68mm S는 충분한 탄약통 용량을 제공하고, 유능한 총기제작자가 표준 마우저 98 소총의 약실을 8×68mm S 기반 탄약통을 수용하도록 비교적 쉽게 재조정할 수 있기 때문에 모체 탄약통으로 선택되었다. 비용을 절감하고 허용 가능한 반동 수준을 유지하기 위해 모체 탄약통을 불어내는 것은 포기되었다.

### 와일드캣
C.I.P. (국제 소화기 상설 위원회) 또는 미국에 상응하는 기관인 SAAMI (스포츠 총기 및 탄약 제조업체 협회)에 공식적으로 등록되거나 승인되지 않은 탄약통은 일반적으로 와일드캣으로 알려져 있다. 와일드캐터는 표준 공장 탄약통을 불어냄으로써 공장 모체 탄약통의 용량을 몇 퍼센트 늘려 추가 총구 속도를 얻기를 일반적으로 희망한다. 실제로는 이 방법으로 약간의 총구 속도를 얻을 수 있지만, 모체 탄약통과 그 '개량된' 와일드캣 자손 간의 측정된 결과는 종종 미미하다. 모체 탄약통의 모양과 내부 부피를 변경하는 것 외에도 와일드캐터는 원래 구경을 변경할 수도 있다. 원래 구경을 변경하는 이유는 특정 종류의 사냥감을 합법적으로 사냥하기 위한 최소 허용 구경 또는 탄알 무게를 준수하기 위함일 수 있다.
와일드캣은 C.I.P. 또는 SAAMI 규칙의 적용을 받지 않으므로 와일드캐터는 달성 가능한 높은 작동 압력을 활용할 수 있다. 현대 68mm RWS 황동은 최대 500 MPa (72519 psi)의 피에조 압력을 견딜 수 있다고 종종 보고된다. 8×68mm S는 예외적으로 견고하고 압력에 강한 탄약통을 제공하며, 뇌관, 화약, 탄알로 비교적 쉽게 재장전하여 여러 번 재사용할 수 있기 때문에 와일드캐터들 사이에서 상당히 인기를 얻었다. 8×68mm S를 모체 탄약통으로 하여 와일드캐터들은 .25×68, .270×68, 7×68mm, .30×68, .338×68, .375×68 또는 .416×68 변형을 만들었다. 개량되거나 불어난 68mm 탄약통 디자인은 표준 8×68mm S보다 약 14% 더 많은 탄약통 용량을 가진 8mm 레밍턴 매그넘과 성능 면에서 거의 비슷하다고 보고된다.
8×68mm S 기반 와일드캣의 예로는 비교적 잘 알려진 미국 7mm 및 .30 구경 부부(Boo Boo) 및 7mm 및 .30 HV 와일드캣이 있다. 부부 와일드캣은 참가자들이 보통 수제 장전하여 탄약을 사용하는 장거리 표적 사격용으로 개발되었다. 여러 1,000야드 사격 대회에서 부부 와일드캣으로 우승했다. 8×68mm S를 모체 탄약통으로 사용하는 유럽의 와일드캣은 .30 코바치스(Kovacs)이다. 이 탄약통은 1996년 오스트리아의 슈테판 코바치스(Stefan Kovács)가 7041 울카프로더스도르프에서 설계했다. .30 코바치스는 모체 탄약통보다 훨씬 더 많은 화약 공간(더 긴 L2, 더 넓은 P2, 40도 애클리 어깨)을 가진다. 화약 공간 측면에서는 .300 윈체스터 매그넘과 .300 웨더비 매그넘 사이에 속하지만, 에너지와 속도는 .300 웨더비 매그넘과 .300 레밍턴 울트라 매그넘 사이에 해당한다. 이 와일드캣 탄약통은 뷔히젠마헤르마이스터 에곤 크리베르넥(Büchsenmachermeister Egon Kriebernegg)에 의해서만 장착될 것이다. 8×68mm S를 기반으로 한 또 다른 유럽 와일드캣은 .300 스티리아 매그넘이다. 이 탄약통은 2005년 오스트리아의 스티리아 암스(Styria Arms) 회사의 엔지니어 미하엘 W. 마이어를(Ing. Michael W. Mayerl)에 의해 마우저 98 소총을 위한 안정적인 벨트리스 고성능 탄약통으로 개발되었다. 모체 탄약통은 65mm (2.559인치) 길이로 짧아지고 7.82mm (.308인치) 구경으로 목이 줄어든다. 어깨 각도는 8×68mm S와 동일하므로 화력 성형이 필요 없으며 새로운 헤드스페이스 게이지도 필요 없다. 이 탄약통의 개발 목표는 급탄 립, 팔로워, 급탄 경사로 또는 탄창 길이의 수정 없이 표준 마우저 98 액션에 맞는 매우 신뢰성 있는 .30 구경 매그넘 탄약통을 얻는 것이었다. 볼트면만 13.3mm (0.524인치) 직경으로 확장되어야 한다. .300 스티리아 매그넘의 총열 목은 검증된 .308 윈체스터와 유사하며, 원래 마우저 98 탄창에 맞추기 위해 최대 길이 84.8mm (3.339인치)를 초과하지 않고 탄알을 랜드에 장전할 만큼 충분히 짧다. RWS에서 제조한 두꺼운 벽의 8×68mm S 모체 탄약통은 최대 460 MPa (66717 psi)의 피에조 압력을 처리할 수 있다.

## 같이 보기
- 8 mm 구경
- 총기 목록
- 소총 탄약통 목록
- 권총 및 소총 탄약통 표